# Kameyama Keishi
Keishi Kameyama (tên tiếng Nhật: 亀山 敬司, Hepburn: Kameyama Keishi) là một tỷ phú, doanh nhân người Nhật Bản, chủ tịch của công ty internet DMM.com, người đã kiếm được tài sản ban đầu của mình bởi nội dung khiêu dâm.
Năm 1999, Kameyama thành lập DMM.com, và là chủ tịch của công ty đó.
DMM bắt đầu bằng nội dung khiêu dâm và "giải trí dành cho người lớn" ("adult entertainment"), và đã "phát triển thành một tập hợp lớn các doanh nghiệp". ("grown into a vast collection of enterprises")
Vào tháng 8 năm 2017, Kameyama có giá trị tài sản ròng ước tính là 3,5 tỷ đô la Mỹ.
Kameyama đã kết hôn, và đã có hai con.